# Romanovci
Romanovci (en serbio: Романовци) es una aldea de la municipalidad de Gradiška, Republika Srpska, Bosnia y Herzegovina.

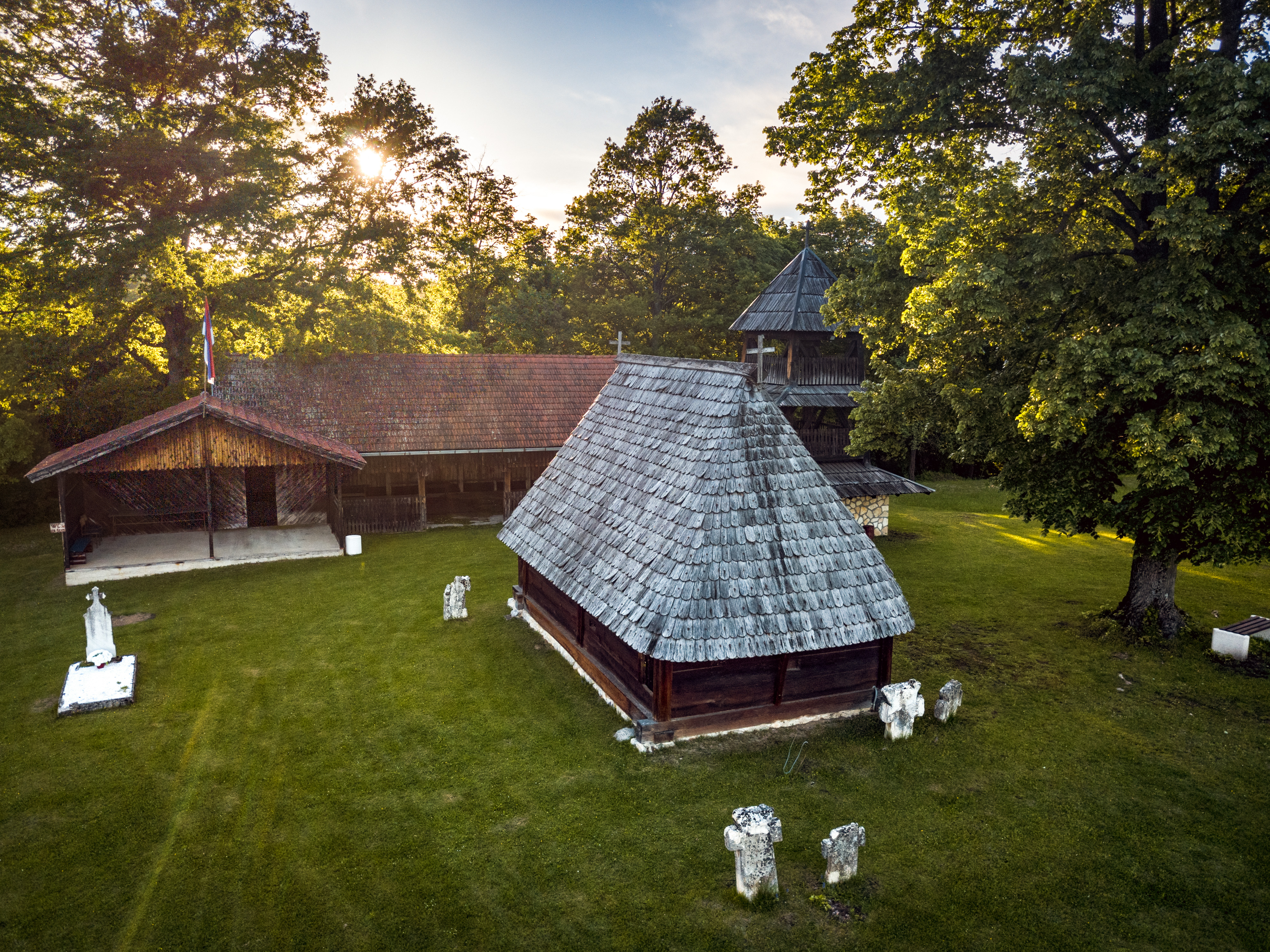
Cabaña de madera e iglesia Romanovci. Dedicada a San Nicolás y fue construida en la segunda mitad del siglo XVII

## Población
| Composición de la Población - Aldea de Romanovci | Composición de la Población - Aldea de Romanovci | Composición de la Población - Aldea de Romanovci | Composición de la Población - Aldea de Romanovci | Composición de la Población - Aldea de Romanovci |
| ------------------------------------------------ | ------------------------------------------------ | ------------------------------------------------ | ------------------------------------------------ | ------------------------------------------------ |
|                                                  | 2013                                             | 1991                                             | 1981                                             | 1971                                             |
| Total                                            | 993                                              | 1.199 (100%)                                     | 1.208 (100%)                                     | 1.199 (100%)                                     |
| Varones                                          | 506                                              | -                                                | -                                                | -                                                |
| Mujeres                                          | 487                                              | -                                                | -                                                | -                                                |
| Serbios                                          | 969                                              | 1.100 (91,74%)                                   | 1.141 (94,45%)                                   | 1.144 (95,41%)                                   |
| Croatas                                          | 7                                                | 14 (1,17%)                                       | 20 (1,66%)                                       | 34 (2,84%)                                       |
| Bosniacos                                        | -                                                | 1 (0,08%)                                        | 1 (0,08%)                                        | -                                                |
| Eslovenos                                        | -                                                | -                                                | -                                                | -                                                |
| Musulmanes                                       | 1                                                | -                                                | -                                                | -                                                |
| Montenegrinos                                    | -                                                | -                                                | 1 (0,08%)                                        | 10 (0,83%)                                       |
| Macedonios                                       | -                                                | -                                                | -                                                | -                                                |
| Gitanos                                          | -                                                | -                                                | -                                                | -                                                |
| Albaneses                                        | -                                                | -                                                | -                                                | -                                                |
| Ukranianos                                       | 8                                                | -                                                | -                                                | -                                                |
| Yugoslavos                                       | -                                                | 46 (3,84%)                                       | 38 (3,15%)                                       | 10 (0,83%)                                       |
| Otros                                            | 5                                                | 38 (3,17%)                                       | 7 (0,58%)                                        | 1 (0,08%)                                        |
| Sin declarar                                     | 2                                                | -                                                | -                                                | -                                                |
| Desconocidos                                     | 1                                                | -                                                | -                                                | -                                                |

## Iglesia de Madera
La Iglesia de San Nicolás de Romanovci es un templo de la Iglesia Ortodoxa Serbia, perteneciente a la Diócesis de Banja Luka. Construida en el siglo XIX, fue declarada monumento nacional de Bosnia y Herzegovina.
La iglesia es rectangular, cuatro metros de ancho y siete metros de largo. Está construido con gruesas tablas de roble. Se hicieron algunas rendijas entre los registros en el lugar de las ventanas. El piso de la iglesia está hecho de tierra compactada. La parte interior de la iglesia está dividida por el iconostasio en la parte del altar y el espacio de la nave. Se erigió un coro con escaleras a la entrada del templo. Las puertas imperiales están hechas de madera de pino, probablemente a principios del siglo XIX. Son obra de un artesano local desconocido, con varios nombres de colaboradores escritos en ellos.

## Archivo Multimedia
Iglesia de madera de Romanovci (en inglés).